# Léonor
Léonor è un film del 1975, diretto da Juan Luis Buñuel. La pellicola si ispira ad un racconto di Ludwig Tieck, ma la narrazione è stata spostata dal 1800 (ambientazione originaria del racconto) al Medioevo.

## Trama
Richard è un ricco feudatario medievale, sposato con Léonor di cui è profondamente innamorato. Un giorno però la moglie muore a causa di una caduta da cavallo e il marito, straziato dal dolore ma spaventato all'idea di restare solo, decide di convolare nuovamente a nozze, sposando la giovanissima e bella Catherine. Passati diversi anni, Richard, nonostante il matrimonio felice e i figli che gli ha dato la seconda moglie, vive ancora nel ricordo dell'amata Léonor; decide così, senza rivelare nulla a nessuno, di chiedere aiuto al Diavolo, affinché riporti in vita la sua prima moglie. Satana accoglie la sua richiesta e la donna torna miracolosamente alla vita, ma col suo arrivo al castello del felicissimo marito, si susseguono, una dopo l'altra, misteriose morti. Richard si rende presto conto che la donna tornata da lui non è la vera Léonor, ma una vampira assetata di sangue; Richard, innamorato di lei nonostante la sua nuova macabra natura, decide di procurarle lui stesso le vittime, arrivando ad uccidere parte della servitù e soprattutto Catherine e i suoi figli. Ma a tutto c'è un limite e l'uomo, seppur tardivamente, lo capisce; così, in preda allo sconforto per aver eliminato le persone a lui più care, decide di togliersi la vita, sacrificando egli stesso e Léonor e consegnando così la sua anima al Diavolo.

## Critica
- Il racconto si dipana in un'atmosfera che cerca il realismo più che la favola. Commento del dizionario dei film horror.[1]
- Il tema fantastico (...) è calato con sottigliezza in un ambito medievale di quotidiana concretezza. Commento del dizionario Morandini che assegna al film due stelle e mezzo su cinque di giudizio.[2]
- Il dizionario Farinotti assegna al film tre stelle su cinque di giudizio.[3]